# Opowieści z Dzikich Pól
Opowieści z Dzikich Pól – zbiór opowiadań autorstwa Jacka Komudy. 
Wszystkie opowiadania rozgrywają się w Szlacheckiej Rzeczypospolitej na Kresach Wschodnich, jednak nie są one ze sobą powiązane fabularnie. Spinającą je klamrę stanowi wieczór w gospodzie pod Trembowlą, podczas którego opowiadane są opowieści utrzymane w klimacie grozy. Dwa opowiadania (Nobile verbum i Pod Wesołym Wisielcem) powtarzają się w książce pt "Czarna szabla".

## Spis treści

### I wydanie (ALFA-WERO 1999,ISBN83-7179-165-8)
- Opowieść pierwsza: Czarna nowina
- Opowieść druga: Veto
- Opowieść trzecia: Pod Wesołym Wisielcem
- Opowieść czwarta: Pan Niewiarowski
- Opowieść piąta: Zapomniana duma
- Opowieść szósta: Złoty Wij
- Opowieść siódma: Nie trać waszmość głowy
- Opowieść ósma: Trzech do podziału

### II wydanie (Fabryka Słów, 2004,ISBN83-89011-46-8)
- Opowieść pierwsza: Nie trać waszmość głowy!
- Opowieść druga: Veto
- Opowieść trzecia: Pod Wesołym Wisielcem
- Opowieść czwarta: Czarna nowina
- Opowieść piąta: Pan Kunicki
- Opowieść szósta: Zapomniana duma
- Opowieść siódma: Nobile verbum

### III wydanie (Fabryka Słów, 2009,ISBN978-83-7574-184-1)
Wydanie to zostało oznaczone przez wydawcę jako wyd. 2. Zostało ono oparte na wydaniu z 2004 r.